# Jessica Bangkok
Jessica Bangkok (Oakland, 19 dicembre 1980) è un'attrice pornografica statunitense.

## Biografia
Jessica Bangkok è nata nel dicembre 1980 a Oakland, nella San Francisco Bay Area. Benché il suo nome d'arte possa lasciare intendere che sia tailandese, in realtà è filippina da parte di padre e guamaniana da parte di madre. Dopo aver completato gli studi, Jessica Bangkok ha iniziato la sua carriera da attrice pornografica nel 2007, all'età di 27 anni, apparendo in film come POV Jugg Fuckers 5 e Titty Creampies 4. Jessica Bangkok si dichiara multisessuale e afferma di essersi guadagnata il suo soprannome grazie alla sua reputazione che definisce di Banging Cock la cui contrazione è, appunto, Bangkok.

## Filmografia
- Afro Invasian 5 (2007)
- First Time Asian Amateurs (2007)
- Asian Brotha Lovers 6 (2008)
- Asian POV 5 (2008)
- Big Boob Orgy 2 (2009)
- Big Tits Boss 5 (2009)
- Big Breast Nurses 4 (2010)
- Monster Tits 4 (2010)
- Tits (2011)
- Vice City Porn 3 (2011)
- Big Titty Lesbians 1 (2012)
- She Loves My Big Breasts 1 (2012)
- POV Jugg Fuckers 5 (2013)
- Titty Creampies 4 (2013)
- Girls Love Girls 2 (2014)
- Slammed 3 (2014)
- Girls Love Boobs (2015)
- Girls Will Be Girls (2015)
- I Dream Of Pussy (2016)
- Sleepover Sluts 1 (2016)
- Chicas De Porno 5 (2017)
- Filthy Asian Babes 1 (2017)
- Face-Fucking Queen (2018)
- Filthy Asian Babes 2 (2018)
- Asian Angels 2 (2019)
- Asian Love (2019)
- Pure Scene 2 (2020)
- Sinful 2 (2020)
- Parody Blockbusters Award Winners (2021)
- Phoenix Marie's Lesbian Playdate (2021)
- Busty Asian Jessica Bangkok Wants Deeper (2022)
- Jessica Bangkok Shares Her Sex Fantasies (2022)